# Liatongus appositicornis
Liatongus appositicornis är en skalbaggsart som beskrevs av Kral och Rejsek 1999. Liatongus appositicornis ingår i släktet Liatongus och familjen bladhorningar. Inga underarter finns listade i Catalogue of Life.